# Villalba de Rioja
Villalba de Rioja tỉnh và cộng đồng tự trị La Rioja, phía bắc Tây Ban Nha. Đô thị này có diện tích là 8,96 ki-lô-mét vuông, dân số năm 2009 là 154 người với mật độ 17,19 người/km². Đô thị này có cự ly 44 km so với Logroño.